# Districte de Znojmo
El districte de Znojmo - (txec) Okres Znojmo - és un districte de la regió de Moràvia Meridional, a la República Txeca. La capital és Znojmo.

## Llista de municipis
Bantice -
Běhařovice -
Bezkov -
Bítov -
Blanné -
Blížkovice -
Bohutice -
Bojanovice -
Borotice -
Boskovštejn -
Božice -
Břežany -
Čejkovice -
Čermákovice -
Černín -
Chvalatice -
Chvalovice -
Citonice -
Ctidružice -
Damnice -
Dobelice -
Dobřínsko -
Dobšice -
Dolenice -
Dolní Dubňany -
Dyjákovice -
Dyjákovičky -
Dyje -
Džbánice -
Grešlové Mýto -
Havraníky -
Hevlín -
Hluboké Mašůvky -
Hnanice -
Hodonice -
Horní Břečkov -
Horní Dubňany -
Horní Dunajovice -
Horní Kounice -
Hostěradice -
Hostim -
Hrabětice -
Hrádek -
Hrušovany nad Jevišovkou -
Jamolice -
Jaroslavice -
Jevišovice -
Jezeřany-Maršovice -
Jiřice u Miroslavi -
Jiřice u Moravských Budějovic -
Kadov -
Korolupy -
Kravsko -
Křepice -
Krhovice -
Křídlůvky -
Kubšice -
Kuchařovice -
Kyjovice -
Lančov -
Lechovice -
Lesná -
Lesonice -
Litobratřice -
Lubnice -
Lukov -
Mackovice -
Mašovice -
Medlice -
Mikulovice -
Milíčovice -
Miroslav -
Miroslavské Knínice -
Morašice -
Moravský Krumlov -
Našiměřice -
Němčičky -
Nový Šaldorf-Sedlešovice -
Olbramkostel -
Olbramovice -
Oleksovice -
Onšov -
Oslnovice -
Pavlice -
Petrovice -
Plaveč -
Plenkovice -
Podhradí nad Dyjí -
Podmolí -
Podmyče -
Práče -
Pravice -
Přeskače -
Prokopov -
Prosiměřice -
Rešice -
Rozkoš -
Rudlice -
Rybníky -
Šafov -
Šanov -
Šatov -
Skalice -
Slatina -
Slup -
Stálky -
Starý Petřín -
Štítary -
Stošíkovice na Louce -
Strachotice -
Střelice -
Suchohrdly u Miroslavi -
Suchohrdly -
Šumná -
Tasovice -
Tavíkovice -
Těšetice -
Trnové Pole -
Trstěnice -
Tulešice -
Tvořihráz -
Uherčice -
Újezd -
Únanov -
Valtrovice -
Vedrovice -
Velký Karlov -
Vémyslice -
Vevčice -
Višňové -
Vítonice -
Vracovice -
Vranov nad Dyjí -
Vranovská Ves -
Vratěnín -
Vrbovec -
Výrovice -
Vysočany -
Zálesí -
Zblovice -
Želetice -
Žerotice -
Žerůtky
Znojmo